# Polythysana edmondsii
Polythysana edmondsii är en fjärilsart som beskrevs av Butler 1882. Polythysana edmondsii ingår i släktet Polythysana och familjen påfågelsspinnare. Inga underarter finns listade i Catalogue of Life.